# Тане (озеро)

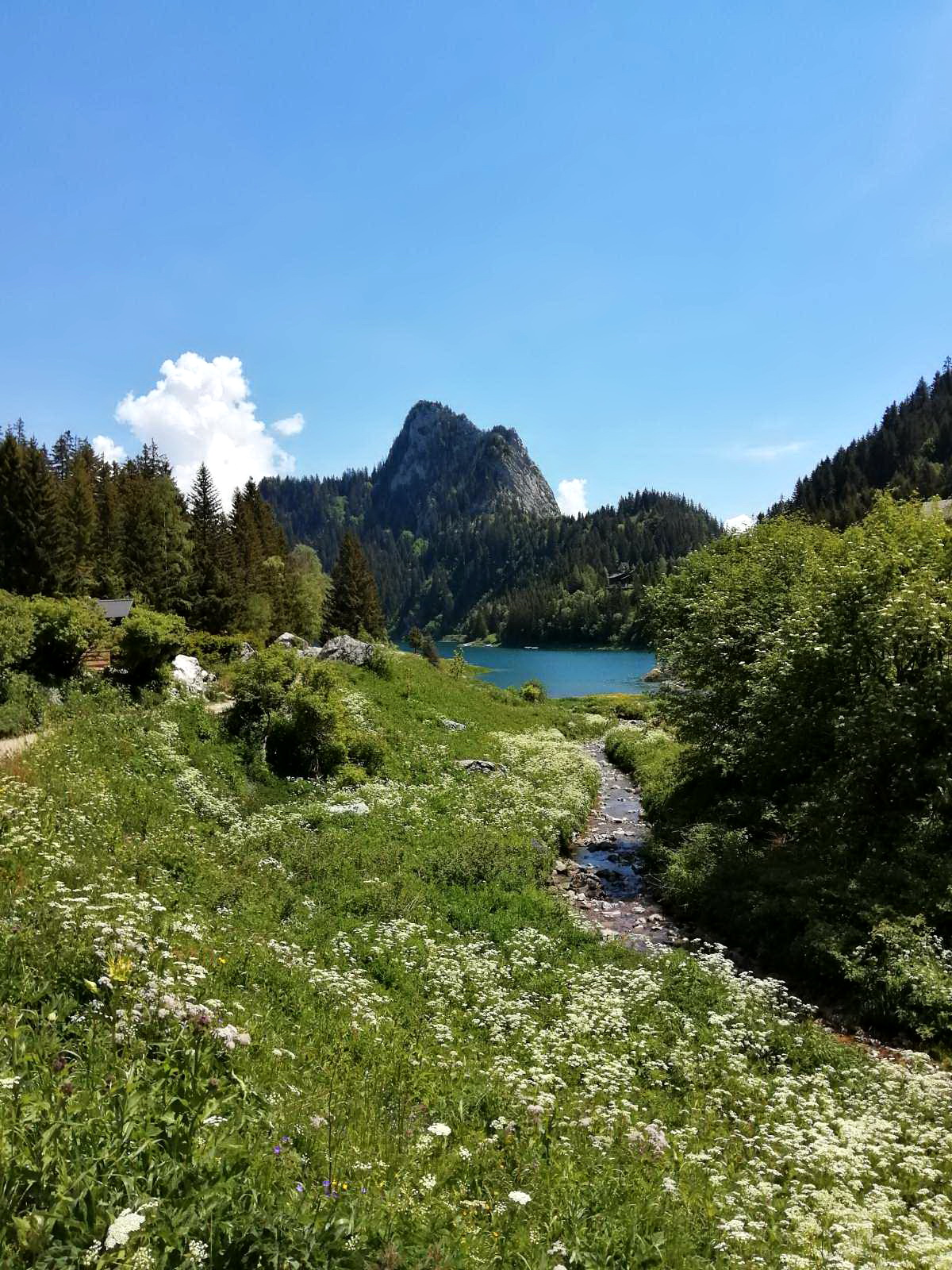
Вид на озеро Тане зі сторони впадаючого потоку

Тане́ або Лак-де-Тане́ (фр. Lac de Tanay, нім. Lac de Taney) — гірське прісне озеро, що розташоване в кантоні Вале у Швейцарії на висоті 1408 м над рівнем моря. Його площа — 17 га (0,17 км ²).

## Географія
Озеро лежить у швейцарському Шабле і належить до гідрологічного басейну Рони. На північний захід над озером височіють піки Лє-Граммонт (фр. Le Grammont) та Лей-Джумель (фр. Les Jumelles).
Розміщене неподалік міста Вуврі (фр., нім. Vouvry) та територіально підпорядковане однойменному муніципалітету (фр. commune de Vouvry). До озера можна дістатися з Вуврі через містечко Міє, а потім перетнути Пік-де-Тане (фр. Col de Tanay).

## Флора та фауна
У 1977 році навколишня територія разом з озером внесена до Федерального інвентарю ландшафтів, ділянок та пам'яток природи загальнодержавного значення (фр. L'inventaire fédéral des paysages, sites et monuments naturels d'importance nationale (IFP)). З метою захисту та збереження фауни з 2001 року озеро внесене до Федерального інвентарю нерестових районів земноводних (фр. Inventaire fédéral des Amphibiens zones de fraie).